# César Curti
César Augusto Curti, nascido em 19 de março de 1987 em Ribeirão Preto, é um modelo brasileiro que foi coroado Mister International em 2011, sendo o segundo brasileiro a conquistar o título de Mister International.
Aos 19 anos, Curti decidiu trancar a faculdade de Administração Publica pela UNESP Araraquara, para viajar o mundo como modelo. Enquanto esteve na Ásia, identificou-se com a cultura e os costumes locais, e passou também a se dedicar a espiritualidade, Yoga, e outras formas holisticas de lidar com o ser.
Após trabalhar por mais de 5 anos viajando e morando por diversos países, como: Tailandia, Hong Kong, Singapura, Filipinas, China e Estados Unidos, iniciou estudos na área do Desporto e se formou como treinador pessoal pela NASM (National Academy of Sports and Medicine).
Voltando ao Brasil em 2011, passou a viver em São Paulo. Participou do Concurso de Beleza Mister Brasil CNB em 2011, tendo conquistado o segundo lugar, qualificando-se para representar o país no concurso Mister Internacional, onde se consagrou vencedor na final realizada no Patravadi Theatre in The Garden, Banguecoque, Tailândia.
Em 2012, Curti competiu e venceu o reality show "The Amazing Race: Edição Brasil" ao lado do amigo Daniel Belém. Com a quantia conquistada no show, abandonou a carreira de modelo e criou sua própria marca de meditação e artes marciais, chamada Mahamudra Brasil (seguindo o conceito budista homônimo). 
Participou posteriormente de mais dois reality-shows de competições esportivas e de sobrevivência, o "Spartan X", gravado na Hungria com diversos atletas do mundo todo, e "The Ultimate Beast Master", gravado em Los Angeles pela Netflix ao lado de outros 107 atletas.